# Beteendeanalytiskt perspektiv på intelligens
Beteendeanalytiskt perspektiv på intelligens är att intelligens består av de beteenden som mäts på ett intelligenstest och att begreppet inte rymmer något annat än dessa faktiska beteenden. Beteendeanalytiker utgår från att både yttre och inre handlingar är beteenden, vilket då även gäller intelligens. Man menar att dessa beteenden sker i närvaron av olika stimuli, exempelvis i en situation eller under förekomsten av en särskild händelse eller ett ting. Beteenden sker utifrån de konsekvenser som individen förväntar sig av dessa beteenden, och när dessa konsekvenser sker påverkar det frekvensen, eller sannolikheten för att framtida beteenden ska ske vid förekomsten av samma eller liknande stimuli. Sannolikheten ökar om konsekvensen upplevs som önskad av individen, och sannolikheten minskar om konsekvensen upplevs som oönskad av individen.

## Bakgrund
Traditionellt har intelligens betraktats som en stabil inre egenskap som är normalfördelad över populationen och vars värde inte förändras särskilt mycket över tid hos individen. Intelligens mäts med IQ-test vars testresultat betraktas som styrda av denna inre stabila egenskap och detta synsätt stöds av det faktum att relativa testresultat (i förhållande till ens egen ålderskategori) förändras lite över en livstid. Ett barn som presterar högt på ett IQ-test tenderar att prestera högt på testet även som vuxen. Denna syn medför även att det är svårt eller rent av omöjligt att träna upp sin intelligenskvot.
Den populäraste varianten av synen på begåvning som en stabil inre egenskap är Spearmans g, eller g-faktorn, som syftar på en generell intelligens som påverkar hur man presterar gällande olika egenskaper, så som exempelvis verbal förmåga och abstrakt tänkande. Charles Spearman visade i flera studier med faktoranalys att personer som är bra på att lösa vissa typer av problem tenderar att vara bra på att lösa även andra typer av problem. Den bakomliggande faktorn är det som Spearman kallar g-faktorn. Beteendeanalytiker menar dock att Spearman begår ett reifikationsfel (en) när han förklarar denna faktor som ett faktiskt ting snarare än som en matematisk korrelation mellan olika förmågor. Ett problem som uppstår till följd av detta är att begreppet generell intelligens förklaras genom dessa korrelationer, samtidigt som att korrelationerna sägs vara beviset för att generell intelligens finns. Konstruktet bygger därmed på ett cirkelresonemang. Även om flera författare påpekat att g-faktorn enbart är ett statistiskt mått på individuella skillnader i prestation så ses detta begrepp allmänt som ett faktiskt ting.

## Intelligens som beteende
Beteendeanalytiker menar att intelligens enbart bör betraktas som ett antal specifika beteenden som uppstår i ett antal specifika situationer. Att försöka förklara dessa beteenden som påverkade eller beroende av en bakomliggande intelligens för att sedan förklara intelligens som förekomsten av dessa beteenden leder ingenstans. Det beteendeanalytiska perspektivet förespråkar att dessa beteenden ska analyseras i sin kontext utifrån de konsekvenser det får för individen. Precis som med de flesta, om inte alla beteenden, blir individen bättre på dessa ju mer de utförs, och en individ som tidigt blir förstärkt i ett beteende, exempelvis att lösa matematiska problem, kommer då dels att oftare initiera detta beteende framöver, och dels också klara av dessa problem lättare på grund av individen blivit bättre på beteendet med ökad frekvens av att ha utfört beteendet tidigare.
Intelligens kan då ses som de beteenden som en individ utför när denne gör ett intelligenstest. Om individen utför ett antal beteenden så att resultatet av dessa beteenden genererar poäng på testet så är dessa beteenden en del av det vi kallar intelligens. Ett resultat på intelligenstestet beror alltså på ett antal väldigt olika beteenden. Exempelvis kan dessa beteenden variera från att sitta still på en stol under lång tid, till att se skillnaden på mönster på olika klossar och sedan med händerna kombinera flera av dessa klossar till andra mönster. Exakt vilka beteenden som ingår i begreppet intelligens är därmed svårt att svara på, och beror på vilka beteenden som behövs för att utföra det test som ska mäta intelligensen.

### Nyckelbeteenden
Ett sätt att förklara intelligens sett ur ett beteendeanalytiskt perspektiv är att inte se beteenden som fristående från varandra, utan att särskilda nyckelbeteenden ökar sannolikheten för att andra beteenden sker och därigenom blir individen bättre på att utföra dessa beteenden i och med att dessa beteenden utförs fler gånger än hos andra individer som inte blivit förstärkta i dessa nyckelbeteenden. Inom utvecklingspsykologin kallas sådana nyckelbeteenden för behavioral cusps. 
Intelligens har länge betraktats som motståndskraftig mot träningseffekter. Flera studier har visat att träningseffekter med datorprogram visserligen förbättrar de beteenden man tränat på i programmet, exempelvis visuo-spatial uppmärksamhet, men att dessa effekter inte generaliserats till andra beteenden som mäts på intelligenstest men det finns också nyare studier som visar att arbetsminnesträning kan ha generaliserande positiva effekter på andra beteenden som mäts på intelligenstest.

### Förstärkning av beteenden i form av tankar
En vanlig missuppfattning är att beteendeanalytiker enbart bryr sig om yttre beteenden. För att förklara hur intelligens kan ses sett ur detta perspektiv är det viktigt att förstå att det finns både yttre och inre beteenden och att både yttre och inre beteenden kan förstärkas av både yttre och inre konsekvenser. En förstärkare ses ofta som en yttre belöning som tillförs efter ett beteenden för att öka frekvensen av detta beteenden framöver. En hund sitter fint på kommando och får en godis. Ett exempel: som ungdom får man läsa en klurig logisk gåta som man genast börjar fundera på och efter ett tag klurar man ut lösningen. Man känner sig duktig för att man löst gåtan. Kanske har man tidigare lärt sig att smarta personer klarar att lösa gåtor och man har också lärt sig att det är önskvärt att vara en smart person. Man känner sig således smart och upplever detta som något positivt. Förstärkningen kommer här inifrån, och baserar sig på tidigare lärdomar om att man är smart om man löser gåtor. Sannolikheten att man söker upp och löser fler gåtor ökar då beteendet ”att försöka lösa gåtor” har förstärkts på grund av konsekvensen, hur man kände sig efteråt. Detta beteenden upprepas och man blir bättre och bättre på att lösa gåtor ju mer man utför beteendet.
Människan som art har förmågan att via språket förstå associationer mellan objekt och utifrån dem generalisera till en ny kontext. Ett barn kan exempelvis lära sig att en hund är kopplad till ljudet ”hund”, utifrån sin förståelse för hur en hund ser ut kan barnet sen dra slutsatser om att en helt ny hund som barnet aldrig tidigare sett också tillhör kategorin hund och att den är skild ifrån andra kategorier, exempelvis ”katt”. Denna generaliseringsförmåga förklaras inom psykologin av Relational Frame Theory.
En persons förstärkta beteende att ”lösa gåtor” skulle på samma sätt kunna leda till en generaliserande förmåga till problemlösning av andra logiska eller matematiska uppgifter, till exempel genom att man i sitt lösande av gåtorna tagit sig an en särskilt effektiv problemlösningsmetod som också visar sig fungera vid problemlösning av andra problem. Denna problemlösningsmetod fungerar då som ett nyckelbeteende som förstärker flera andra beteenden via liknande inre förstärkare då det hjälper individen att klara av ett antal problem inom olika områden där metoden är användbar som lösningshjälp.

### Flynn-effekten
Flynn-effekten innebär att befolkningen historiskt presterar bättre och bättre på IQ-test. Psykometrikerna som arbetar med IQ-test har löst detta problem med att normera testresultaten mot en aktuell population vilket innebär att det resultat som krävs för ett uppnå en viss intelligenskvot på ett IQ-test idag är högre än vad det var för några generationer sedan. Detta är något som forskarna inte kunnat förklara, men det finns bland annat teorier om att den ökade informationstillgängligheten bidrar till ökningen av befolkningens prestationer på dessa begåvningstest. Denna effekt är dock fullt förståelig sett ur ett inlärningsteoretiskt perspektiv där tidigare och tidigare förstärkning av fler beteenden ger tillgång till ytterligare beteenden som kan förstärkas.